# Bundesstraße 499
Die Bundesstraße 499 (Abkürzung: B 499) war mit acht Kilometern eine äußerst kurze deutsche Bundesstraße in Nordrhein-Westfalen. 2016 wurde sie herabgestuft und vollständig zu einem Teilstück der nordrhein-westfälischen Landesstraße 580.

## Überblick
- Länge: acht Kilometer
- Anfangspunkt: Neuenkirchen
- Endpunkt: Steinfurt

## Verlauf
- Neuenkirchen (0,0 km) B 70
- Steinfurt (8 km) B 54

## Geschichte/Weiteres

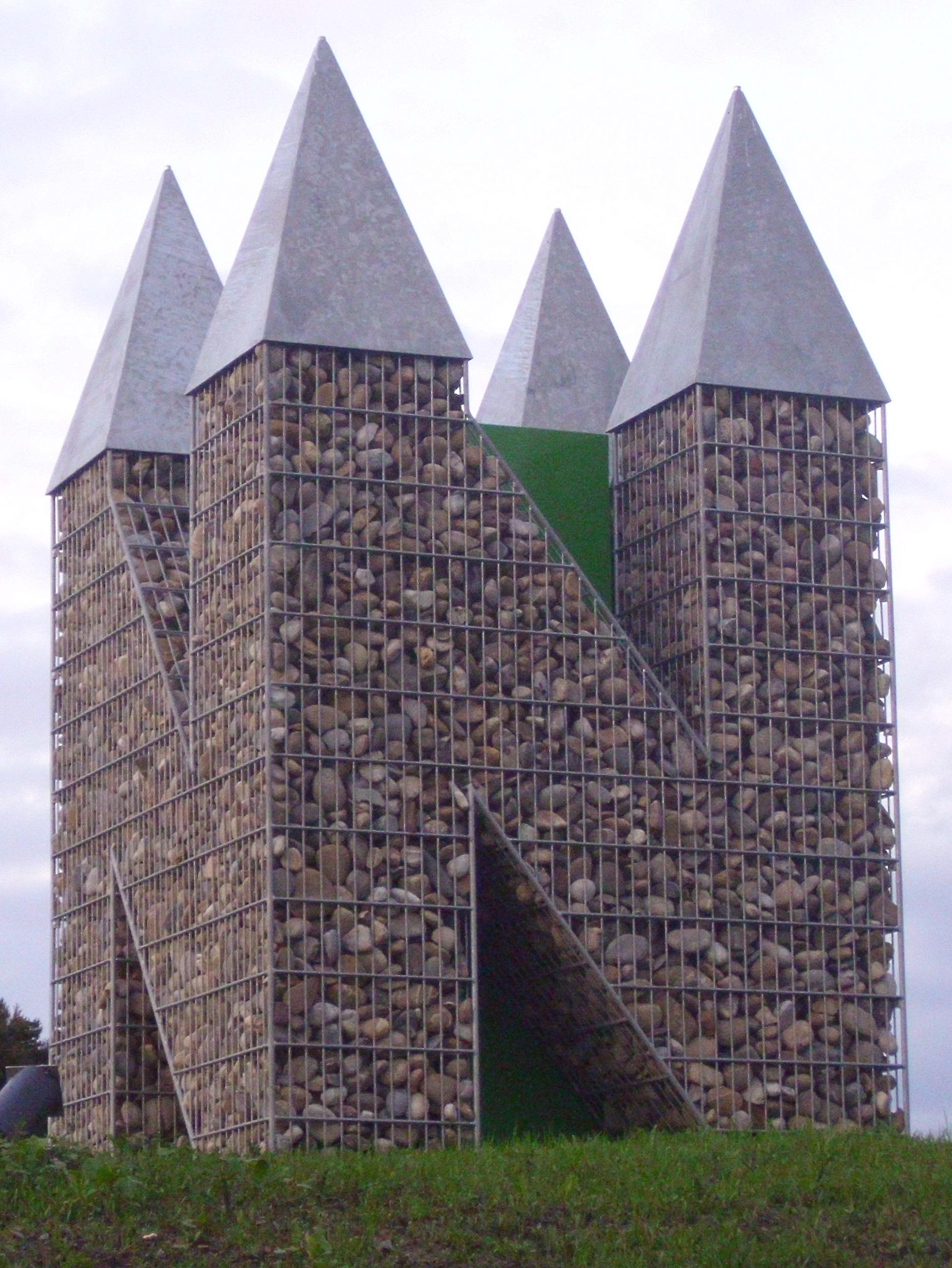
Mit eiszeitlichem Geschiebe gefüllte Gabionen

Die Bundesstraße 499 wurde zum 1. Januar 1967 eingerichtet, um das Netz der Bundesstraßen zu verbessern. Sie stellte jedoch nur eine kurze Querverbindung dar. Ursprünglich führte die B 499 von Wettringen nach Burgsteinfurt. 2005 wurde ein fünf Kilometer langer Fahrradweg von Neuenkirchen bis zur Kreuzung Wettringen gebaut, um die Sicherheit vor allem der Schulkinder zu gewährleisten. Seit Dezember 2013 war die B 70 als Ortsumgehung von Wettringen fertiggestellt und die B 499 begann am Kreisverkehr der B 70 in Neuenkirchen. Dieser Kreisverkehr liegt mitten auf dem Münsterländer Kiessandzug, weshalb die Gabionen, die dort ein vierseitiges N bilden, mit eiszeitlichem Geschiebe gefüllt sind. 